# Дый

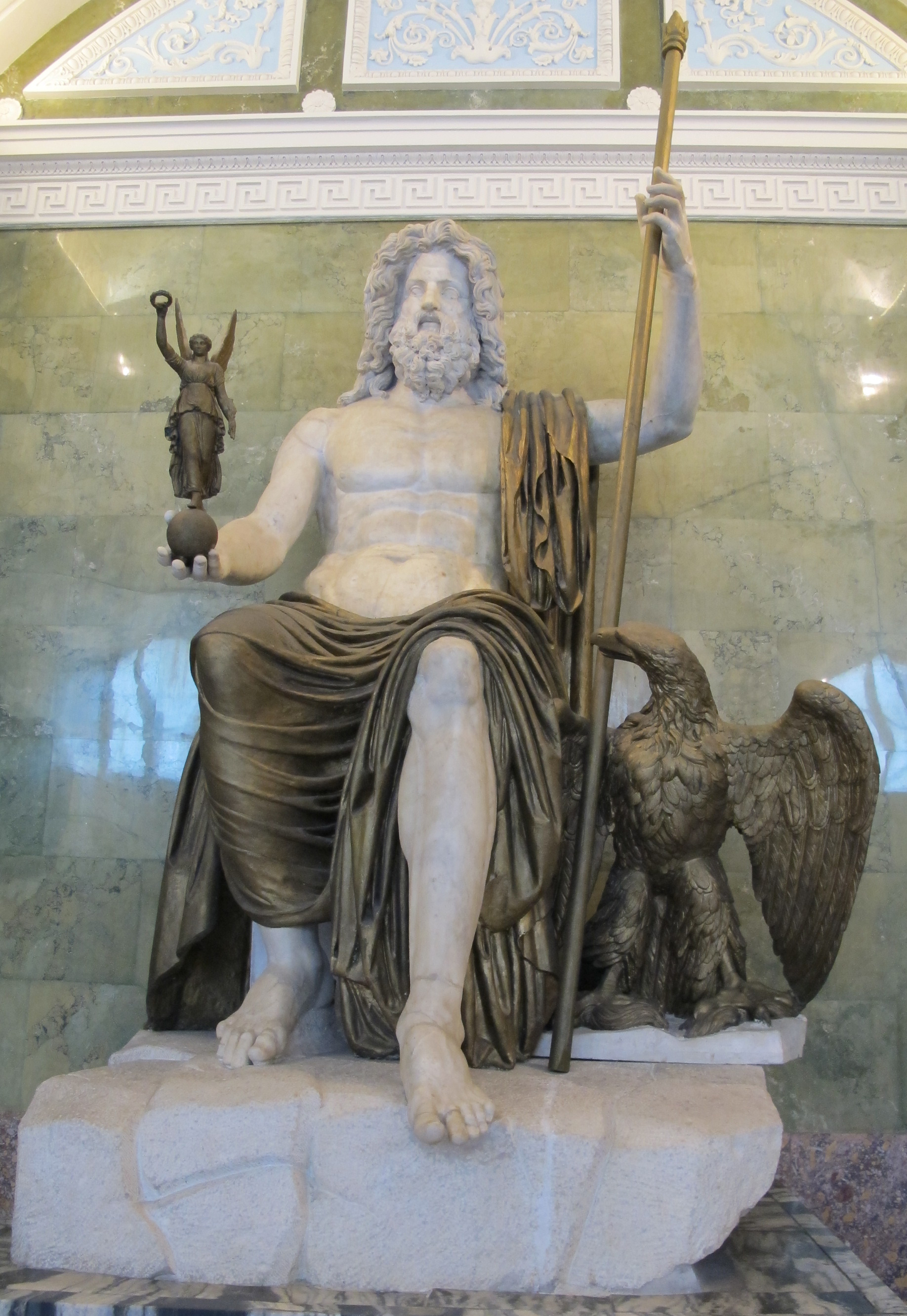
Статуя Юпитера в Эрмитаже.

Дый, Дий — Зевс в древнерусской литературе. Русский вариант имени «Зевс», по одной из гипотез, образованный от его основы Diw-.

## Греческая мифология на Руси
На Руси сведения о греческой мифологии черпались из сочинений следующих авторов:
1. Иоанн Малала из сирийской Антиохии (VII в.), автор всемирной хроники (Хронографа) в 18 книгах, содержащей обзор событий от «сотворения мира» до 565 г.; славянский перевод был выполнен по заказу болгарского царя Симеона не позднее 927 г.
2. Константинопольский патриарх Никифор (начало IX в.). Составленная им краткая хроника от «сотворения мира» до 829 г. содержала перечни древних иудейских и персидских царей, египетских Птолемеев и римских императоров;
3. Георгий Амартол (IX в.), автор краткой хроники в 4-х книгах, также от «сотворения мира» и до 867 г.; перевод, вероятно, был сделан в конце первой половины XI века на Руси, в Киеве и составителю ПВЛ это сочинение было уже знакомо;
4. Иоанн Зонара (конец XI — 1-я половина XII в.), его хроника была основана на трудах Геродота, Ксенофонта, Иосифа Флавия, Плутарха и содержала обзор всемирной истории от «сотворения мира» до 1118 г. Она была переведена на сербский язык в 1344 г.;
5. Константин Манасс или Манассия (1-я половина XII века); его стихотворная хроника от «сотворения мира» до 1081 г. была переведена для болгарского царя Иоанна Александра в 1-й половине XIV в.,

а затем и из отечественного Хронографа, известного как «Еллинский и Римский летописец» и существующего в двух редакциях XIII и XV веков соответственно. В основу этого хронографа легли хроники Иоанна Малалы и Георгия Амартола. Изложение ведется от «сотворения мира», причем в начале много места отводится библейским сказаниям, куда однако вклиниваются и греческие мифы: «О Кроне», «О Пике дыи, како отца своего Крона в тимении утопив, сам црствова», «О Пресе и о главе Горгоне», заимствованные из Малалы.
Сведения, сообщаемые в этих источниках, весьма специфичны. Например, у Амартола рассказывается, что Серух первый ввёл эллинское учение в Вавилонской земле и стал почитать подвиги и деяния древних ратников или князей; впоследствии же несведущие люди стали почитать знаменитых предков за богов: «яко богы небесныи почитаахоу, и жрехоу им, а не яко человекомь мрьтвьном бывшем». Таким образом, люди стали обоготворять людей же, сделавших какое-нибудь открытие или изобретение, — таковы, например, Посидон, изобретший кораблестроение, Гефест, ковач меди. Но эти обоготворённые герои были простыми людьми. «И древле оубо иже от творць глаголемых богов, диа и крона и аполонаа, и ироя, мнеще, человеци богы быти, прельщаахоусе чтоуще». Потом под этими именами стали обоготворяться стихии. «Диа дьжда реше быти», то есть Дий — это дождь.
Дый упомянут в той части переводной «Беседе Григория Богослова об испытании града (градом)», которая является вставкой русского книжника XI века. Здесь, после перечисления пережитков язычества, сказано «Овъ Дыю жъреть, а другый — Дивии…».

## Мнения
По одной из гипотез, указанное выше образование русского Дий от основы Diw- «Зевс» (микен. di-we) указывает, что греческий Зевс был вариантом общеиндоевропейского бога неба; отмечают, что основа Diw- присутствует и в славянском «день».

## Дый в славянском неоязычестве
Представление о Дые, как о славянском боге распространено в современном неоязычестве. Он выступает как злой громовержец, бог ночного неба, иногда — как бог богатств, в инглиизме — как бог планеты Деи.